# Unterseeboot 971
L'Unterseeboot 971 ou U-971 est un sous-marin allemand (U-Boot) de type VIIC utilisé par la Kriegsmarine pendant la Seconde Guerre mondiale.
Le sous-marin fut commandé le 5 juin 1941 à Hambourg (Blohm + Voss), sa quille fut posée le 15 juin 1942, il fut lancé le 22 février 1943 et mis en service le 1er avril 1943, sous le commandement de l'Oberleutnant zur See Walter Zeplien.
L'U-971 n'endommagea ou ne coula aucun navire au cours de l'unique patrouille (20 jours en mer) qu'il effectua.
Il est coulé par les marines britannique et canadienne, ainsi que par un avion bombardier Liberator tchèque dans la Manche en juin 1944.

## Conception
Unterseeboot type VII, l'U-971 avait un déplacement de 769 tonnes en surface et 871 tonnes en plongée. Il avait une longueur totale de 67,10 m, un maître-bau de 6,20 m, une hauteur de 9,60 m et un tirant d'eau de 4,74 m. Le sous-marin était propulsé par deux hélices de 1,23 m, deux moteurs diesel Germaniawerft M6V 40/46 de 6 cylindres en ligne de 1 400 cv à 470 tr/min, produisant un total de 2 060 à 2 350 kW en surface et de deux moteurs électriques Brown, Boveri & Cie GG UB 720/8 de 375 cv à 295 tr/min, produisant un total 550 kW, en plongée. Le sous-marin avait une vitesse en surface de 17,7 nœuds (32,8 km/h) et une vitesse de 7,6 nœuds (14,1 km/h) en plongée. Immergé, il avait un rayon d'action de 80 milles marins (150 km) à 4 nœuds (7,4 km/h; 4,6 milles par heure) et pouvait atteindre une profondeur de 230 m. En surface son rayon d'action était de 8 500 milles nautiques (soit 15 700 km) à 10 nœuds (19 km/h).
L'U-971 était équipé de cinq tubes lance-torpilles de 53,3 cm (quatre montés à l'avant et un à l'arrière) et embarquait quatorze torpilles. Il était équipé d'un canon de 8,8 cm SK C/35 (220 coups), d'un canon antiaérien de 20 mm Flak et d'un canon 37 mm Flak M/42 qui tire à 15 350 mètres avec une cadence théorique de 50 coups par minute. Il pouvait transporter 26 mines TMA ou 39 mines TMB. Son équipage comprenait 4 officiers et 40 à 56 sous-mariniers.

## Historique
Il reçut sa formation de base au sein de la 5. Unterseebootsflottille jusqu'au 31 mai 1944, puis il intégra sa formation de combat dans la 3. Unterseebootsflottille.
Sa première patrouille est précédée d'un court trajet de Kiel à Marviken. Elle commence le 8 juin 1944 au départ de Marviken pour la Manche. Le 15 juin 1944, l'U-971 est attaqué par un avion bombardier Sunderland de l'OTU 4 (escadron d'entraînement britannique). Cinq jours plus tard l'U-971 est repéré par l'avion Wellington L/407 du Sqn 407 (RCAF) piloté par le F/O F.H. Foster. Le bateau est endommagé lors d'attaques aux charges de profondeur (quatre tubes lance-torpilles de l'avant sont touchés). Il est de nouveau attaqué, le même jour, par un bombardier Halifax du Sqn 502. Après d'autres dommages, le commandant Zeplien se dirige vers Brest. 
Le 24 juin 1944, l'U-971 est attaqué par le bombardier Liberator 961/O  du Sqn 311 (tchèque) piloté par le F/O J. Vella. L'appareil prévient les destroyers NCSM Haida et HMS Eskimo. Des charges de profondeur obligent l'U-971 à faire surface. L'équipage abandonne le bateau qui coule au sud de Land's End à la position 49° 01′ N, 5° 35′ O, alors que les deux destroyers ouvrent le feu. Un sous-marinier est tué, le Commandant et les 51 autres hommes d'équipage sont recueillis puis faits prisonniers de guerre.

## Affectations
- 5. Unterseebootsflottille du 1er avril 1943 au 31 mai 1944 (Période de formation).
- 3. Unterseebootsflottille du 1er juin 1944 au 24 juin 1944 (Unité combattante).

## Commandement
- Oberleutnant zur See Walter Zeplien du 1er avril 1943 au 24 juin 1944.

## Patrouilles
|       | Commandant           | Départ      | Départ   | Arrivée      | Arrivée  | Jours    | Succès |
| ----- | -------------------- | ----------- | -------- | ------------ | -------- | -------- | ------ |
|       | Oblt. Walter Zeplien | 21 mai 1944 | Kiel     | 23 mai 1944  | Marviken | 3 jours  |        |
| 1     | Oblt. Walter Zeplien | 8 juin 1944 | Marviken | 24 juin 1944 | Coulé    | 17 jours |        |
| Total | Total                | Total       | Total    | Total        | Total    | 20 jours | 0 t    |

Note : Oblt. = Oberleutnant zur See